# Furia Alacranera
Furia Alacranera es el título del primer álbum de estudio grabado por el grupo Alacranes Musical. 

## Lista de canciones
| N.º | Título                            | Escritor(es) | Duración |  |
| 1.  | «Si Me Recuerdas»                 | Solis        | 3:02     |  |
| 2.  | «La Piedrecita»                   | Meza         | 2:44     |  |
| 3.  | «Se Acabaron las Caricias»        | Blanco       | 3:06     |  |
| 4.  | «Polka Alacranera»                | Urbina       | 2:03     |  |
| 5.  | «Micaela»                         | Meyer        | 3:56     |  |
| 6.  | «Por Quien Me Dejas»              | Sánchez      | 2:56     |  |
| 7.  | «Días Felices»                    |              | 3:04     |  |
| 8.  | «La Venganza del Tahur»           | Bello        | 2:29     |  |
| 9.  | «Los Calzones»                    | Toscano      | 2:49     |  |
| 10. | «Por el Bien de los Dos»          | Galindo      | 3:47     |  |
| 11. | «De Esta Sierra a la Otra Sierra» | De La Rosa   | 3:58     |  |
| 12. | «Cuenta Pagada»                   | Robles       | 1:43     |  |

- Datos: Q5509532